# ريان سكوت ويبر
ريان سكوت ويبر (بالإنجليزية: Ryan Scott Weber)‏ هو موسيقي وكاتب سيناريو ومخرج أمريكي، ولد في 24 فبراير 1980 في موريستاون في الولايات المتحدة.

## وصلات خارجية
- ريان ويبر على موقع IMDb (الإنجليزية)
- ريان ويبر على موقع قاعدة بيانات الفيلم (الإنجليزية)
- ريان ويبر على موقع كينوبويسك (الروسية)